# Viana do Alentejo
Viana do Alentejo ist eine Kleinstadt (Vila) und ein Kreis (Concelho) in Portugal mit 2528 Einwohnern (Stand 19. April 2021).
Der Kreis von Viana do Alentejo ist einer von nur noch sieben in Portugal, wo die traditionellen Tierglocken der Arte chocalheira hergestellt werden. Diese Chocalhos genannten Glocken wurden 2015 von der UNESCO in die Liste des dringend erhaltungsbedürftigen immateriellen Kulturerbes aufgenommen.

## Geschichte
Der Ort existierte bereits zu Zeiten der römischen Provinz Lusitania und bestand bis zum Ende der maurischen Herrschaft. Nach seiner weitgehenden Zerstörung im Verlauf der Reconquista wurde er im 13. Jahrhundert neu besiedelt durch den Avisritter Gil Martins, dem späteren Großmeister des Christusordens. Erstmals offiziell erwähnt wurde Viana 1269. Erste Stadtrechte erhielt Viana durch König D.Dinis, der 1313 etwa zeitgleich hier eine Burg errichten ließ. Die Töpferei sorgte insbesondere ab dem 17. Jahrhundert für einen wirtschaftlichen Aufschwung im Ort.

## Verwaltung

### Kreis
Viana do Alentejo ist Verwaltungssitz eines gleichnamigen Kreises. Die Nachbarkreise sind (im Uhrzeigersinn im Norden beginnend): Montemor-o-Novo, Évora, Portel, Cuba, Alvito sowie Alcácer do Sal.
Die folgenden Gemeinden (Freguesias) liegen im Kreis Viana do Alentejo:

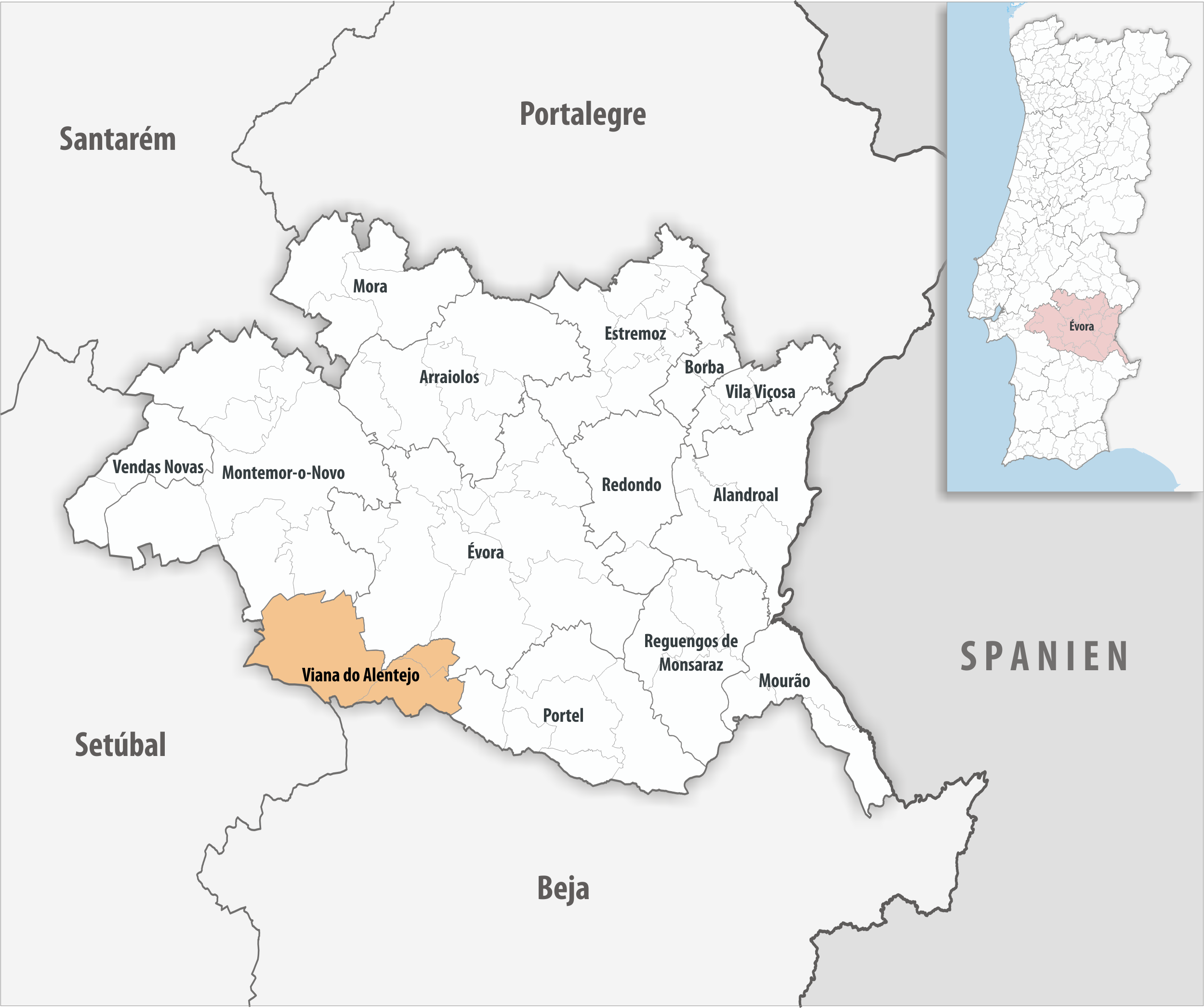
Kreis Viana do Alentejo

| Gemeinde                | Einwohner (2021) | Fläche km² | Dichte Einw./km² | LAU- Code |
| ----------------------- | ---------------- | ---------- | ---------------- | --------- |
| Aguiar                  | 859              | 30,97      | 28               | 071303    |
| Alcáçovas               | 1.931            | 268,00     | 7                | 071301    |
| Viana do Alentejo       | 2.528            | 94,70      | 27               | 071302    |
| Kreis Viana do Alentejo | 5.318            | 393,67     | 14               | 0713      |

### Bevölkerungsentwicklung
| Einwohnerzahl im Kreis Viana do Alentejo (1801–2011) | Einwohnerzahl im Kreis Viana do Alentejo (1801–2011) | Einwohnerzahl im Kreis Viana do Alentejo (1801–2011) | Einwohnerzahl im Kreis Viana do Alentejo (1801–2011) | Einwohnerzahl im Kreis Viana do Alentejo (1801–2011) | Einwohnerzahl im Kreis Viana do Alentejo (1801–2011) | Einwohnerzahl im Kreis Viana do Alentejo (1801–2011) | Einwohnerzahl im Kreis Viana do Alentejo (1801–2011) | Einwohnerzahl im Kreis Viana do Alentejo (1801–2011) | Einwohnerzahl im Kreis Viana do Alentejo (1801–2011) |
| ---------------------------------------------------- | ---------------------------------------------------- | ---------------------------------------------------- | ---------------------------------------------------- | ---------------------------------------------------- | ---------------------------------------------------- | ---------------------------------------------------- | ---------------------------------------------------- | ---------------------------------------------------- | ---------------------------------------------------- |
| Jahr                                                 | 1801                                                 | 1849                                                 | 1900                                                 | 1930                                                 | 1960                                                 | 1981                                                 | 1991                                                 | 2001                                                 | 2011                                                 |
| Einwohner                                            | 1 298                                                | 3 493                                                | 5 065                                                | 7 814                                                | 9 237                                                | 6 188                                                | 5 720                                                | 5 615                                                | 5 743                                                |

### Kommunaler Feiertag
- 13. Januar

### Städtepartnerschaften
- Brasilien: Igarassu, Bundesstaat Pernambuco
- Brasilien: Porto Seguro, Bundesstaat Bahia
- Brasilien: Viana (Maranhão), Bundesstaat Maranhão[5]

## Verkehr
Viana do Alentejo ist ein Haltepunkt der Eisenbahnlinie Linha do Alentejo, der Bahnhof liegt etwas außerhalb des Ortes.
Am Ort kreuzen sich die Nationalstraßen 254, 257, 383, und die 384, über die Viana an das 30 km östlich gelegene Portel und dessen Anschluss an die IP2 (hier auch Europastraße 802) angebunden ist.

## Söhne und Töchter der Stadt
- Luís Dias (1505–1542), Schuhmacher und jüdischer Pseudo-Messias
- Fernão Cardim (1549–1625), jesuitischer Missionar in Brasilien und Autor
- Duarte Lobo (1565–1646), Komponist
- Aleixo de Abreu (1568–1630), Arzt, wurde international besonders durch seine Publikationen zu Tropenkrankheiten in Angola bekannt
- António Francisco Cardim (1596–1659), jesuitischer Missionar und Autor
- José Fernando de Sousa (1855–1942), Militär, Journalist, Eisenbahningenieur und Politiker

## Galerie

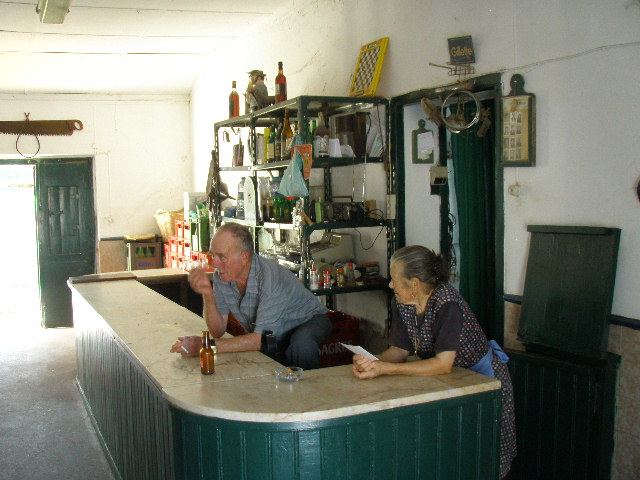
Bar im Bahnhof von Viana do Alentejo
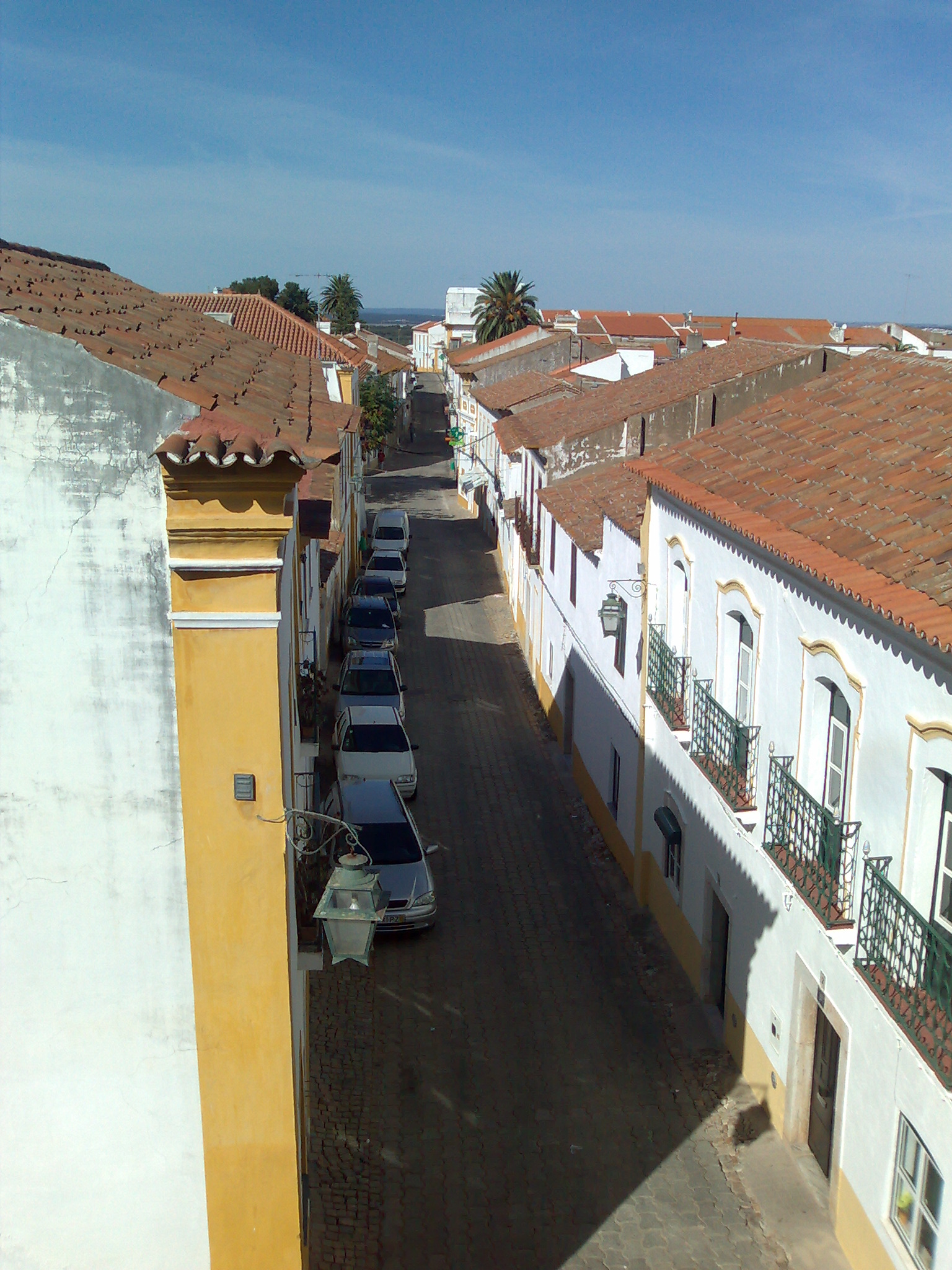
Blick in die Straßen von Viana
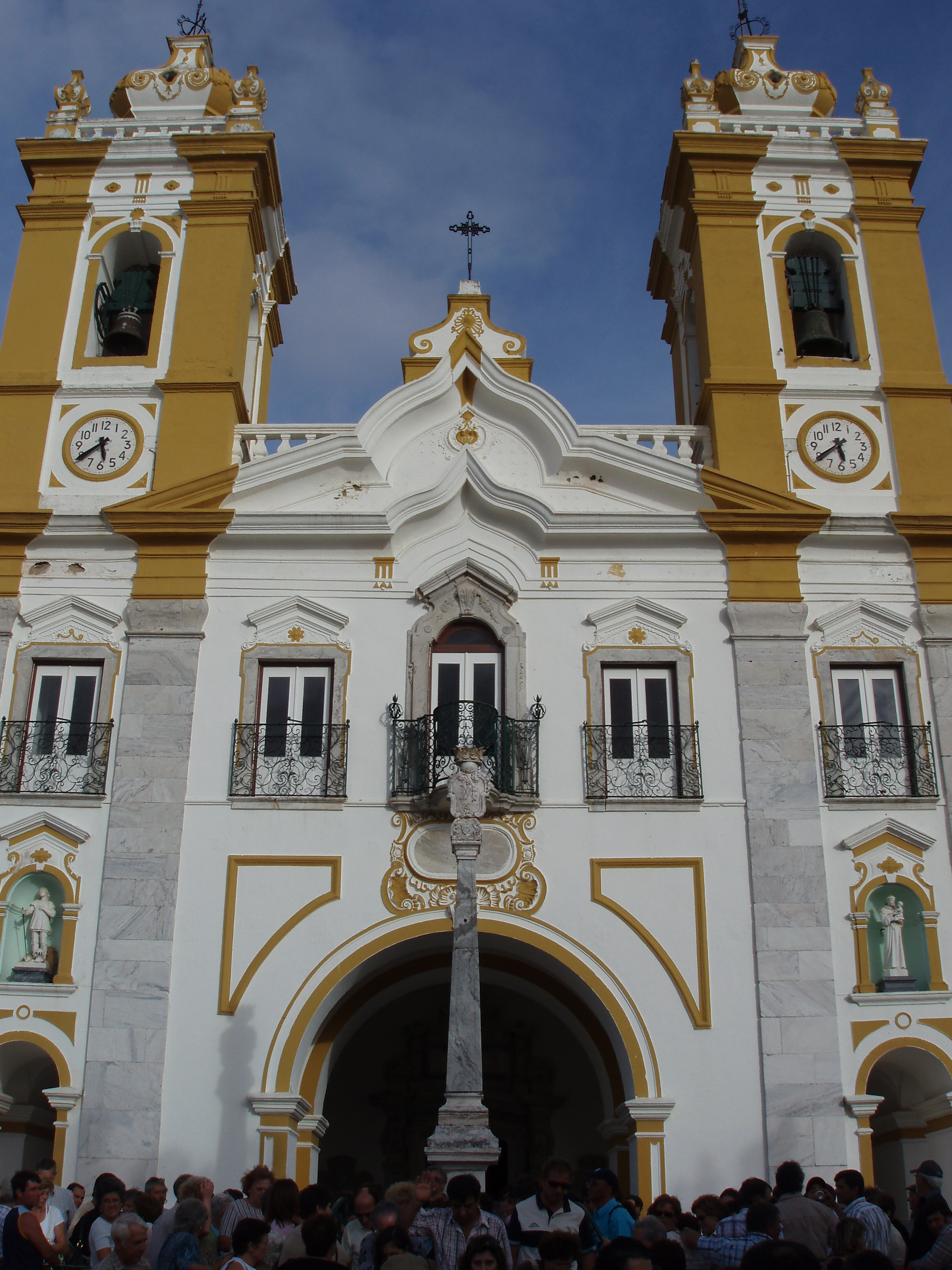
Kirche Senhora d'Aires in Viana
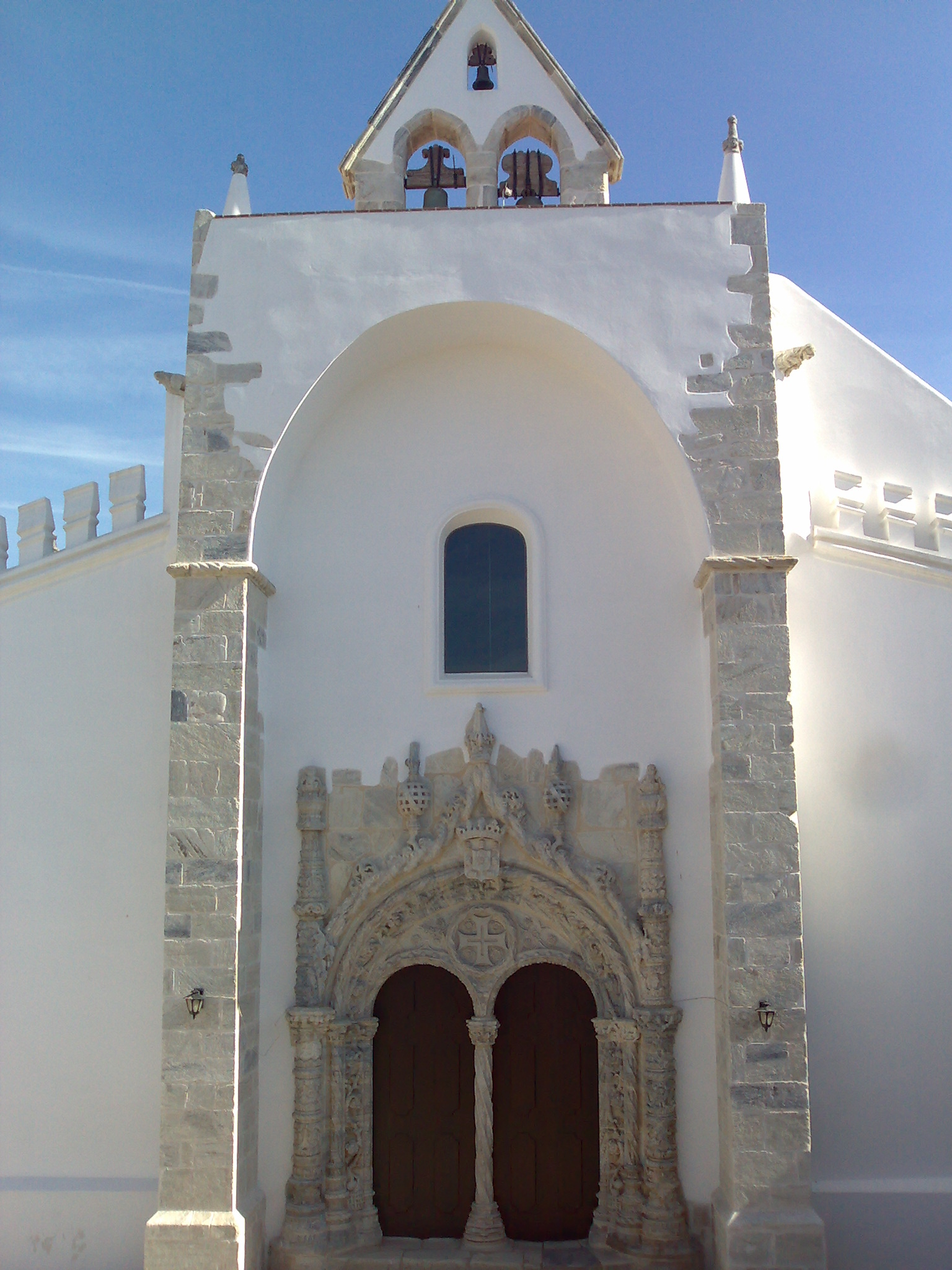
Portal der Hauptkirche von Viana do Alentejo
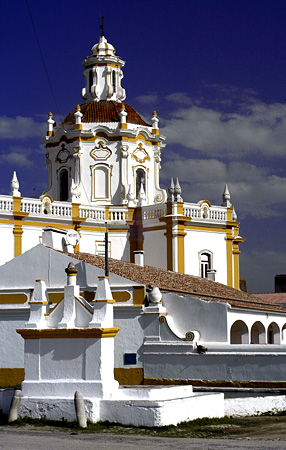
Kirche Senhora d'Aires in Viana